# توقيت اليابان

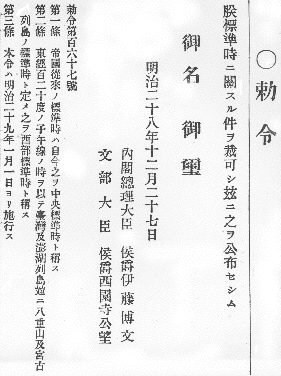
قرار الإمبراطورية اليابانية رقم 167 سنة 1895

التوقيت اليابان الرسمي (باليابانية: 日本標準時) أو (باليابانية: 中央標準時) (ت ع م+09:00) هو توقيت اليابان. وعلى الرغم من الجدل حول اعتماد التوقيت الصيفي في اليابان إلا أنه لم يتم تبنيه. خلال الحرب العالمية الثانية أطلق على هذا التوقيت اسم توقيت طوكيو الرسمي.
توقيت اليابان الرسمي مطابق للتوقيت الكوري الرسمي وتوقيت شرق إندونيسيا.

## روابط خارجية
- توقيت اليابان الان